# 西澳洲報
《西澳洲報》（The West Australian），广为人知，是西澳大利亚州珀斯唯一一份本地编辑的日报，由七西传媒（SWM）拥有，与该州另一份主要报纸《星期日泰晤士报》（The Sunday Times）一样，《西澳洲報》是澳大利亚历史第二悠久的连续性报纸，自1833年开始出版。《西澳洲報》倾向于保守派，大多支持自由党-国家党联盟。《西澳洲報》是澳大利亚所有报纸中市场渗透率最高的报纸（占西澳州的84%）。

## 历史
《西澳洲報》可追溯到《珀斯公报》和《西澳大利亚时报》，其第一版于1833年1月5日出版。该报由珀斯邮政局长查尔斯·麦克法尔（Charles Macfaull）拥有并编辑，最初是一份四页的周报， 起初在周六出版，但在1864年改为周五。从1864年10月7日起，它被称为《珀斯公报》和《西澳大利亚时报》，由阿瑟·申顿出版，直到1871年3月24日，此后出版人是约瑟夫·米切尔。直到1871年9月29日，新的出版商M.Shenton一直任职到1874年6月26日。当时它被一个辛迪加买下，他们将其改名为《西澳大利亚时报》，并在1874年9月将产量增加到每周两期。1879年11月18日，该报改名为《西澳洲報》。 1883年10月，该报产量增加到每周三版；两年后，该报成为日刊。当时《西澳洲報》的东家还在1885年创办了《西部邮报》。最初，该报在定居地区以外的投递存在问题，但20世纪初农村铁路系统的增长和发展促进了更广泛的发行。